# Jane Seymour
Ne doit pas être confondue avec la reine consort d'Angleterre du XVIe siècle Jane Seymour
Pour les articles homonymes, voir Seymour.
Jane Seymour ([ d͡ʒeɪn ˈsiːmʊɹ]), née le 15 février 1951 à Hillingdon, (Angleterre, Royaume-Uni), est une actrice et productrice britannico-américaine. Vivant aux États-Unis depuis 1976, elle obtient la nationalité américaine le 11 février 2005. Elle est aussi artiste peintre.
Elle est notamment connue pour son rôle du Dr Michaela Quinn dans la série Docteur Quinn, femme médecin. Elle fait partie des James Bond girls, ayant joué le rôle féminin principal dans le film Vivre et laisser mourir.
Ses autres rôles incluent : Quelque part dans le temps (1980), La Révolution française (1989), Serial noceurs (2005), Amour, mariage et petits tracas (2011), Little Italy (2018) et Mon grand-père et moi (2020).
Elle a été élevée au rang d'officier dans l'ordre de l'Empire britannique (OBE) par la reine Élisabeth II en 2000.

## Biographie

### Jeunesse
Joyce Penelope Wilhelmina Frankenberg naît le 15 février 1951 à Hillingdon, (Angleterre, Royaume-Uni), de l'union de John Frankenberg, obstétricien britannique d'origine juive polonaise, installé au Royaume-Uni en raison de l'antisémitisme subi en Pologne avant 1939, et de Mieke van Trigt, une Néerlandaise de confession protestante. Elle a deux sœurs prénommées Anne et Sally.

### Carrière
Jane Seymour commence à étudier les arts (danse, musique, théâtre) à 13 ans. Elle entame sa carrière cinématographique à l'âge de 17 ans, et prend le pseudonyme de Jane Seymour, référence à la troisième femme du roi Henri VIII.
Elle débute à l'écran en 1969 dans Ah Dieu ! que la guerre est jolie de Richard Attenborough, en tant que choriste non créditée. Son premier rôle majeur est en 1970, dans le drame de guerre The Only Way (en) de Bent Christensen où elle joue Lillian Stein, une femme juive cherchant à fuir la persécution nazie. En 1972, elle est repérée dans la série télévisée La Grande Aventure de James Onedin par le producteur Albert R. Broccoli, qui lui confie le rôle de Solitaire, la James Bond girl aux côtés de Roger Moore dans Vivre et laisser mourir.
Elle devient par la suite l'héroïne de nombreuses séries télévisées, dont Docteur Quinn, femme médecin (1993-1998), qui est son plus grand succès à ce jour.
En 2020, elle est à l'affiche avec Uma Thurman, Robert de Niro et Christopher Walken, de la comédie dramatique Mon grand-père et moi de Tim Hill.
En 2024, elle est aux côtés de Lindsay Lohan dans Irish Wish, produit par Netflix.

### Vie privée et engagements caritatifs

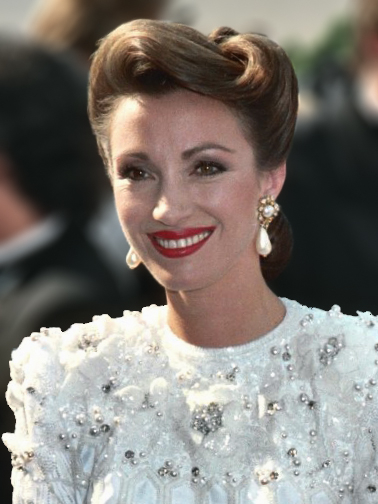
Jane Seymour en 1988.

Durant le tournage de Vivre et laisser mourir à La Nouvelle-Orléans, Jane Seymour se rendit chez une cartomancienne de la rue Bourbon afin de mieux interpréter son rôle. Celle-ci lui aurait appris qu'elle se marierait trois fois, alors qu'elle venait juste d'épouser le metteur en scène Michael Attenborough. De fait, elle divorça quelques mois plus tard et se remaria trois fois, toutes ses unions finissant par des divorces[réf. nécessaire].
Jane Seymour a été ainsi mariée :
- de 1971 à 1973 avec le metteur en scène Michael Attenborough ;
- de 1977 à 1978 avec Geoffrey Planer ;
- de 1981 à 1992 avec David Flynn, avec lequel elle a eu deux enfants : Katherine (née en 1981) et Sean (né en 1986) ;
- de 1993 à 2013 avec l'acteur James Keach, avec lequel elle a eu des jumeaux, John et Kristopher, (nés en 1995), qui ont pour parrain le chanteur Johnny Cash pour l'un et l'acteur Christopher Reeve pour l'autre. Le divorce est annoncé le 15 avril 2013 par un communiqué commun[4].

Avec son quatrième mari, elle a créé l'Open Heart Foundation, fondation philanthropique inspirée par la captivité de la mère de Jane Seymour dans un camp d'internement japonais en Indonésie pendant la Seconde Guerre mondiale et destinée à venir en aide à d'autres organisations à but non lucratif notamment par l'octroi de subventions.
Elle vit aux États-Unis depuis 1976 et a obtenu la nationalité américaine en 2005.
Ses yeux sont vairons, l'œil droit étant marron et le gauche vert.
Elle parle couramment le français.

## Filmographie

### Cinéma
- 1969 : Ah Dieu ! que la guerre est jolie de Richard Attenborough : choriste (non créditée)

- 1970 : The Only Way (en) de Bent Christensen : Lillian Stein
- 1972 : The Best Pair of Legs in the Business (en) de Christopher Hudson : Kim Thorn
- 1972 : Les Griffes du lion de Richard Attenborough : Pamela Plowden
- 1973 : Vivre et laisser mourir de Guy Hamilton : Solitaire
- 1976 : Morir, dormir, tal vez soñar de Manuel Mur Oti
- 1977 : Sinbad et l'Œil du tigre de Sam Wanamaker : La princesse Farah
- 1978 : Love's Dark Ride de Delbert Mann : Diana
- 1980 : Quelque part dans le temps de Jeannot Szwarc : Elise McKenna
- 1980 : Oh, Heavenly Dog! de Joe Camp : Jackie
- 1984 : Signé : Lassiter de Roger Young : Sara Wells
- 1985 : Head Office de Ken Finkleman : Jane Caldwell
- 1987 : Fatale Obsession d'Antonio Drove : Maria
- 1988 : Keys to Freedom de Steve Feke : Gillian
- 1989 : La Révolution française de Robert Enrico et Richard T. Heffron : Marie-Antoinette
- 1998 : Excalibur, l'épée magique, film d'animation de Frederik Du Chau : Lady Juliana (voix)
- 1998 : Les Naufragés du Pacifique de Stewart Raffill : Anna Robinson
- 2002 : Les Chevaux de la tourmente  d'Eleanor Lindo : Fiona Kelsey
- 2005 : Serial noceurs de David Dobkin : Kathleen Cleary
- 2006 : Blind Dating de James Keach : Dr Evans
- 2006 : The Beach Party at the Threshold of Hell (en) de Jonny Gillette et Kevin Wheatley : Présidente Lauren Coffey
- 2007 : After Sex d'Eric Amadio : Janet
- 2009 : Wake d'Ellie Kanner : Mme Reitman
- 2011 : Amour, mariage et petits tracas de Dermot Mulroney : Betty
- 2012 : Freeloaders de Dan Rosen : Carolyn
- 2013 : Austenland de Jerusha Hess : Mme Wattlesbrook
- 2013 : Jake Squared d'Howard Goldberg : Joanne
- 2014 : Un amour sur mesure de Michael Damian : Vivien Thompson
- 2015 : Bereave d'Evangelos Giovanis et George Giovanis : Evelyn
- 2015 : About Scout de Laurie Weltz : Gloria Prescott
- 2016 : Cinquante Nuances de black de Michael Tiddes : Claire
- 2016 : Free Dance de Michael Damian : Oksana
- 2016 : Gods and Secrets Stewart Yost
- 2017 : Sandy Wexler de Steven Brill : Cindy Marvelle
- 2017 : Praying for rain d'Alex Ranarivelo : Olivia Gardner
- 2017 : Just Getting Started de Ron Shelton : Delilah
- 2018 : Better Start Running (en) de Brett Simon (en) : Mary Linson
- 2018 : Mistrust de Shane Stanley : Veronica Malloy
- 2018 : Little Italy de Donald Petrie : Corrine
- 2018 : Button de Tim Janis : Mrs. Browning[7]
- 2020 : Mon grand-père et moi de Tim Hill : Diane
- 2020 : Un dîner de folie (en) de Nicol Paone : Helen
- 2023 : Puppy Love (en) de Nick Fabiano et Richard Alan Reid : Diane Matthews
- 2024 : Irish Wish : Rosemary Kelly

### Télévision

#### Téléfilms
- 1973 : Frankenstein: la véritable histoire de Jack Smight
- 1976 : The Story of David (en) : Bathsheba
- 1977 : Navire en détresse (Killer on board) : Jan
- 1977 : Les Quatre Plumes blanches (en) : Euthne Eustace
- 1977 : Benny and Barney: Las Vegas Undercover : Margie Parks
- 1978 : Galactica : La Bataille de l'espace (Battlestar Galactica) : Serina
- 1979 : Dallas Cowboys Cheerleaders : Laura Cole
- 1980 : The Badness Within Him
- 1981 : À l'est d'Éden : Cathy Ames
- 1982 : The Scarlet Pimpernel (en) : Marguerite St. Just
- 1983 : The Phantom of the Opera : Maria Gianelli / Elena Korvin
- 1983 : Passion hantée ou La Maison sur la falaise : Julia Evans
- 1983 : L'Auberge de la Jamaïque (en) : Mary Yellan
- 1984 : Meurtre dans un miroir (Dark Mirror) : Leigh Cullen / Tracy Cullen
- 1984 : Le soleil se lève aussi (en) : Brett Ashley
- 1985 : Obsessed with a Married Woman : Diane Putnam
- 1988 : Les Windsor : La Force d'un amour : Wallis Simpson
- 1988 : Onassis, l'homme le plus riche du monde (en) : Maria Callas
- 1988 : Jack l'Éventreur : Emma Prentiss
- 1990 : Angel of Death : Laura
- 1990 : Concerto pour Lady H (Matters of the Heart) : Hadley Norman
- 1991 : La Porte du passé (Memories of Midnight) : Catherine Alexander Douglas
- 1992 : Instinct maudit (Are You Lonesome Tonight?) : Adrienne Welles
- 1992 : Pacte sous le soleil (Sunstroke) : Teresa
- 1993 : Femme fatale (en) : Linda Crandell[8]
- 1993 : Heidi : Fräulein Rottenmeier
- 1994 : La Justice au cœur (A passion for justice: The Hazel Brannon Smith story) : Hazel Brannon Smith[8]
- 1997 : Un candidat idéal (The absolute truth) : Alison Reid[8]
- 1998 : Un mariage de convenance (A marriage of convenance) : Chris Winslow Whitney[8]
- 1999 : Le Tourbillon des souvenirs : Rebecca Blake
- 1999 : Une famille déchirée : Dr Michaela « Mike » Quinn
- 2000 : Reflet mortel (Murder in the Mirror) : Dr Mary Kost Richland[8]
- 2000 : Enslavement: The True Story of Fanny Kemble (en) : Fanny Kemble[8]
- 2000 : Les Ombres du passé : Jenny Cole / Mary Sutton
- 2001 : Seuls dans le noir : Kathy Robbins
- 2001 : Dame de cœur : Dr Michaela « Mike » Quinn[8]
- 2002 : Le Cœur d'un autre (Heart of a Stranger) : Jill Maddox
- 2008 : Enquête de vacances : Prudence McCoy
- 2012 : Au cœur de la famille ou Au cœur des sentiments : Vivian Tisdale
- 2013 : Chante, danse, aime : Harper Hutton
- 2013 : An American Girl: Saige Paints the Sky (en) : Mimi
- 2014 : De cœur inconnu : Sally Haynes
- 2014 : Un Noël de princesse (en) : Reine Isadora
- 2022 : Une nouvelle étincelle pour Noël (A Christmas Spark) : Molly

#### Séries télévisées
- 1970 : L'Autobus à impériale : Alice
- 1972 : Pathfinder (en) : Sheila Conway
- 1972 : La Légende des Strauss : Karolin
- 1972-1973 : La Grande Aventure de James Onedin : Emma Callon
- 1976 : Our Mutual Friend (en) de Peter Hammond d'après L'Ami commun de Charles Dickens : Belle Wilfer
- 1976 : Capitaines et Rois : Marjorie Chisholm Armagh
- 1977 : Seventh Avenue (en) : Eva Meyers
- 1977 : Un shérif à New York : Nidavah Ritzach
- 1978 : The Awakening Land (en) : Genny Luckett
- 1978 : Galactica : Serina
- 1986 : Crossings (en) : Hillary Burnham
- 1988-1989 : Les Orages de la guerre : Natalie Henry
- 1993-1998 : Docteur Quinn, femme médecin : Dr Michaela « Mike » Quinn-Sully
- 1995 : Une nounou d'enfer, épisode Une nounou à Hollywood :  Docteur Quinn (sur le plateau de Dr Quinn)
- 1998 : Dharma et Greg, épisode Secrets et confusions : elle-même
- 2004 : New York, unité spéciale, épisode La Voix du sang : Debra Connor
- 2004-2005 : Smallville, saison 4 : Geneviève Teague
- 2006 : How I Met Your Mother, épisode Leçon de justice : Pr Lewis
- 2006 : Modern men (en) : Dr Victoria Stangel
- 2006 : Justice, épisode Légitime défense : Karen Patterson
- 2007 : In Case of Emergency : Donna (épisodes 6 à 8)
- 2007 : Miss Marple,  épisode Témoin indésirable : Rachel Argyle
- 2009 : Earl, épisode Orange mécanique : Elle-même
- 2011 : Castle, épisode Cruel comme un soap : Gloria Chambers
- 2012-2014 : Franklin and Bash, saisons 2 à 4 : Colleen Bash
- 2013 : Newsreaders (en), épisode Unborn Again : Claire Clatter
- 2013 : Ben and Kate, épisode Par-dessus tout : Wendy Harrison
- 2014 : Men at Work, épisode Gigo-Milo : Bridget
- 2014 : Forever, épisode Par soumission : Maureen Delacroix
- 2015-2016 : Jane the Virgin, épisodes Les Grandes illusions ; La Valse des émotions ; Flamants roses party : Amanda Elaine
- 2016 : Hooten and the Lady : Lady Lindo Parker
- 2018 : Let's Get Physical (en) : Janet
- 2019 : La Méthode Kominsky, saison 2 : Madelyn
- 2021-2022 : B Positive (en) : Bette
- 2022 : The Guardians of Justice : Addison Walker
- 2022, en cours en 2025 : Harry Wild (en) : Harriet "Harry" Wild

### Émissions de télé-réalité
- 2007 : Dancing with the Stars, saison 5

## Distinctions

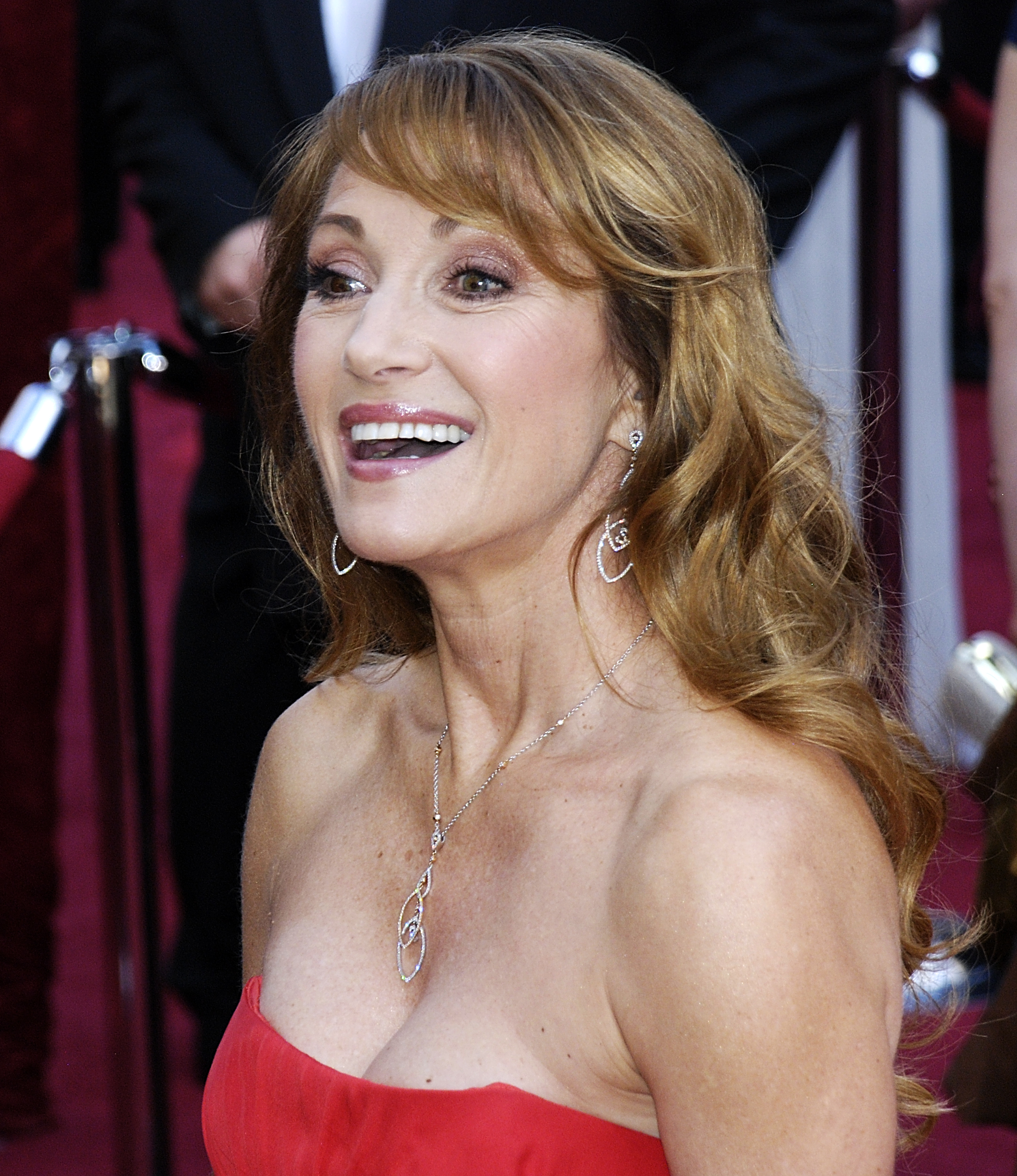
Jane Seymour aux Oscars du cinéma en 2010.

### Récompenses
- Golden Globes 1982 : Meilleure actrice dans une mini-série ou un téléfilm pour À l'est d'Eden
- Primetime Emmy Awards 1988 : Meilleure actrice dans un second rôle dans une mini-série ou un téléfilm pour Onassis, l'homme le plus riche du monde
- Prix Aftonbladet TV (sv) 1995 : Personnalité féminine étrangère.
- Golden Boot Awards 1995
- Golden Globes 1996 : Meilleure actrice dans une série dramatique pour Docteur Quinn, femme médecin
- Western Heritage Awards 1997 : Meilleur téléfilm dramatique pour Docteur Quinn, femme médecin, partagé avec Joe Lando, Willie Nelson, Alan J. Levi (en), Timothy O. Johnson (en), Carl Binder et Beth Sullivan
- Festival du film de Los Angeles centre-ville (en) 2014 : Meilleure actrice dans un second rôle pour Jake Squared
- Festival du film de Sarasota 2015 : Meilleure actrice pour Bereave

### Nominations
- Primetime Emmy Awards 1977 : Meilleure actrice dans une série télévisée dramatique pour Capitaines et Rois
- Golden Globes 1989 : Meilleure actrice dans une série dramatique pour Les Windsor : La Force d'un amour
- Primetime Emmy Awards 1989 : Meilleure actrice dans une série télévisée dramatique pour Les Orages de la guerre
- Golden Globes 1989 : Meilleure actrice dans une série dramatique pour Les Orages de la guerre
- Golden Globes 1990 : Meilleure actrice dans une série dramatique pour Les Orages de la guerre
- Golden Globes 1994 : Meilleure actrice dans une série dramatique pour Docteur Quinn, femme médecin
- Primetime Emmy Awards 1994 : Meilleure actrice dans une série dramatique pour Docteur Quinn, femme médecin
- Golden Globes 1995 : Meilleure actrice dans une série dramatique pour Docteur Quinn, femme médecin
- Golden Globes 1997 : Meilleure actrice dans une série dramatique pour Docteur Quinn, femme médecin
- Primetime Emmy Awards 1998 : Meilleure actrice dans une série dramatique pour Docteur Quinn, femme médecin

## Voix francophones
En France, Évelyn Séléna a été la voix régulière de Jane Seymour jusqu'à sa retraite en 2019. Béatrice Delfe l'a également doublée à six reprises.